# Le Président Ferrare
Le Président Ferrare est une série télévisée française en trois épisodes de 90 minutes créée par Mireille Lanteri et diffusée les 7 janvier 2004, 8 décembre 2004 et 25 janvier 2006 sur France 2.

## Synopsis
Guillaume Ferrare, président de cour d'assises, vit seul depuis la disparition mystérieuse de sa femme Marilyn. Les policiers, privilégiant la thèse du suicide, ont rapidement classé l'affaire. Hanté par cette disparition et ne pouvant se résoudre à faire son deuil, le juge se jette à corps perdu dans son travail.

## Distribution
- Jean-Claude Brialy : Guillaume Ferrare
- Aurore Clément : Anne Jacquier
- Malcolm Conrath : Samuel Ferrare
- Anna Galiena : Marylin

## Épisodes
1. L'Affaire Pierre Valéra
2. L'Affaire Denise Chabrier
3. L'Affaire Gilles d'Aubert